# Стормерз
«Стормерз» (англ. Stormers) — южноафриканская регбийная команда, выступающая в сильнейшем клубном чемпионате Южного полушария — Супер Регби. Коллектив базируется в Кейптауне и принимает гостей на стадионе «Ньюлэндс», способном вместить почти 52 тысячи болельщиков. Несмотря на отсутствие громких побед, одержанных «Стормерз» в последнее время, стадион традиционно собирает наибольшее число зрителей среди всех арен Супер Регби. Нынешним капитаном команды является Жан де Вильерс.
«Стормерз» сотрудничают со сборной Западной провинции, выступающей в кубке Карри, низшем по рангу турнире. Кроме того, клуб, обладая статусом региональной команды 2/3 территорий Западно-Капской провинции, также может привлекать игроков из коллектива «Боланд Кавальерс» (Веллингтон). В 2005 году в составе «Стормерз» выступали игроки из клуба «Иглз» (Джордж) — тогда в ведении команды находилась вся провинция целиком. Однако впоследствии «Иглз» перешли в структуру клуба «Саутерн Спирс», который, несмотря на план развития, так и не выступил в матчах Супер 14.
До 1998 года участники Супер 12 от ЮАР определялись посредством выступлений в кубке Карри. В 1996 году предшественник «Стормерз», сборная Западной провинции, прошла отбор в ведущую лигу южных стран. Впрочем, в 1997 году место в четвёрке было упущено, и на международную арену отправился клуб «Орандж Фри-Стейт».
В 2010 году «Стормерз» впервые вышли в финал чемпионата, где сразились с соотечественниками из «Буллз». К огорчению столичных болельщиков соперник оказался сильнее и одержал уверенную победу. До этого команда дважды выходила в полуфинал первенства: в 1999 году регбисты проиграли «Хайлендерс», а в 2004 — «Крусейдерс».

## История
С запуском Супер 12 в 1996 году Австралия и Новая Зеландия перешли на систему региональных команд, являющихся, по сути, сборными той или иной провинции (ряда провинций). Участники же от ЮАР в первых сезонах определялись среди участников кубка Карри: изначально в суперсерию проходили три южноафриканские команды, затем — четыре. Сборная Западно-Капской провинции пробилась в чемпионат в 1996 году. Тем не менее, команда показала весьма слабую игру, выиграв всего 3 матча из 11. В результате регбисты финишировали предпоследними. «Трансвааль» и «Веллингтон Харрикейнз» также выиграли по три матча, но лучшая разница очков позволила им обогнать Западную провинцию.
В следующем сезоне команда не прошла отбор, и столичный регион не был представлен в чемпионате. ЮАР делегировали в число участников клубы «Натал Шаркс», «Гаутенг Лайонз», «Фри-Стейт» и «Нортерн Трансвааль». К очередному сезону реформа клубной системы всё же была проведена: среди прочих был создан клуб «Уэстерн Стормерз» (англ. Western Stormers). Дебют клуба в чемпионате был схож с выступлениями Западной провинции, было одержано только 3 победы, хотя на этот раз команда заняла девятую позицию.
Сезон 1999 года регбисты провели на более высоком уровне. Команда трижды уступила в матчах регулярного сезона, проиграв «Брамбиз», «Отаго Хайлендерс» и «Кэтс». При этом клуб обошёл всех своих обидчиков в турнирной таблице — «Уэстерн Стормерз» подошли к концу сезона на втором месте, пропустив только «Квинсленд Редс». «Стормерз» получили возможность принять полуфинальную игру в Кейптауне. Несмотря на поддержку своих болельщиков, южноафриканцы снова проиграли «Отаго Хайлендерс» (18:33).
В сезоне 2000 года клуб остановился в шаге от зоны плей-офф. До третьей или четвёртой позиции, на которых оказались «Кэтс» и «Хайлендерс», регбистам не хватило одного балла. Через год «Стормерз» отдалились от лидирующей группы значительно сильнее. Команда выиграла 5 матчей из 11, чего хватило только для седьмой позиции. В течение следующих двух сезонов игроки также не смогли выполнить необходимые требования для выхода в финальную стадию. Тем не менее, в 2003 году была одержана значимая победа над «Шаркс» (40:18).
В 2004 году «Стормерз» повторили успех сезона—1999. Клуб финишировал на третьем месте, выиграв семь раз и набрав 34 очка. Игра 1/2 финала прошла на арене «Джейд Стэдиум» в Крайстчерче, южноафриканцы сразились с хозяевами из «Крусейдерс». Новозеландцы выиграли, оправдав прогнозы большинства болельщиков и экспертов (27:16). В конце года команду покинул капитан сборной ЮАР Корне Криге, дисквалифицированный за грубое нарушение правил. Следующий сезон «Стормерз» завершили на девятом месте.
В 2006 году состоялось расширение чемпионата, отныне включавшего 14 команд. Одним из новичков стал австралийский клуб «Уэстрен Форс», другим — южноафриканский «Сентрал Читаз». Сезон был продлён до 13 туров, но «Стормерз» смогли выиграть только 3 матча и заняли 11 место.
Главный тренер «Стормерз» Кобус ван дер Мерве покинул пост в 2008 году, на смену ему пришёл бывший наставник «Читаз» Расси Эрасмус. Специалист также занял позицию спортивного директора сборной Западно-Капской провинции. Эрасмус объявил о намерении привести команду к месту в первой половине турнирной таблицы. Сезон начался с трёх поражений, что могло свидетельствовать о невозможности достижения поставленной цели. Однако регбисты выправили стратегическую ситуацию в свою пользу и поднялись достаточно высоко. Клуб стал одним из претендентов на выход в плей-офф, но небольшая разница очков оставила «Стормерз» за бортом основных сражений года.
После слабого сезона—2009 «Стормерз» обновили состав: среди прочих состав клуба пополнили игроки «Спрингбокс» Жак Фури и Брайан Хабана. С другой стороны, клуб покинули Жан де Вильерс («Манстер»), Перси Монтгомери (завершил карьеру) и Люк Уотсон («Бат»). Команда хорошо стартовала в 2010 году, в первых шести матчах регбисты «Стормерз» пять раз праздновали успех. После этого команда должна была провести 4 игры в Австралазии. По результатам мини-турне «Стормерз» записали в актив две победы (обе над новозеландскими командами — «Блюз» и «Чифс») и два раза проиграли (австралийцам из «Уэстерн Форс» и «Квинсленд Редс»). К моменту завершения поездки команда находилась в зоне плей-офф. В последних матчах регулярного сезона «Стормерз» выиграли у «Крусейдерс» и уступили «Шаркс». Турнирная ситуация сложилась таким образом, что южноафриканцы должны были выигрывать у «Буллз», чтобы провести полуфинал дома. «Быки», уже обеспечившие себе первую позицию, выставили на матч ослабленный состав, и «Стормерз» с лёгкостью выиграли (38:10). Так, столичные спортсмены обеспечили себе первый домашний полуфинал с 1999 года. Игра 1/2 финала свела «Стормерз» с сиднейской командой «Уаратаз». Представители ЮАР уверенно выиграли (25:6), а автором единственной попытки матча стал Хуан де Йонг. «Буллз», в свою очередь, обыграли «Крусейдерс», и состав участников финального матча стал полностью южноафриканским. После выдающейся игры в 1/2 финала «Стормерз» действовали хуже, и «Буллз» стали трёхкратными чемпионами Южного полушария.
Сезон 2011 года также стал довольно успешным для команды. «Стормерз» подошли к окончанию регулярного сезона вторыми, и в домашнем полуфинале встретились с «Крусейдерс». Новозеландцы выиграли, что вполне соответствовало ходу игры. В 2012 году «Стормерз» стали чемпионами регулярного сезона, попутно выиграв Южноафриканскую конференцию. В полуфинале клуб сыграл с «Шаркс», но уступил со счётом 19:26.

## Форма
Первый комплект формы и логотип «Уэстерн Стормерз» в 1998 году включал цвета трёх региональных регбийных союзов, которые представлял клуб. На форме присутствовали синий, белый, красный, зелёный и золотой цвета. Стиль новой команды был раскритикован многими любителями игры. В 1999 году состоялся переход от яркого образа к простым чёрным регбийкам и шортам, дополненным чёрно-белыми носками в стиле «Барберианс». Номера регбистов были набраны в полужирном шрифте, а на регбийке присутствовал используемый и ныне логотип с молнией. Впоследствии чёрный цвет стал характерной чертой бренда.
В 2007 году команда вернулась к тёмно-синему цвету, характерному для команды Западно-Капской провинции. В 2011 году стили команд сблизились ещё сильнее: передняя сторона регбийки «Стормерз» была дополнена белыми полосами.

## Стадион
Первый официальный матч на стадионе «Ньюлэндс» был проведён в 1890 году, спустя два года после приобретения земельного участка под объект. Инфраструктура арены совершенствовалась в течение всего XX века, преимущественно за счёт усилий администрации Регбийного союза Западно-Капской провинции. Стадион сменил несколько названий ввиду изменения спонсорской политики союза, но на данный момент объект называется просто «Ньюлэндс». Решение о подобном именовании арены было принято предыдущим спонсором «Стормерз», компанией Investec. После этого финансовым партнёром клуба и арены стала корпорация Vodacom, сохранившая название. По традиции, «Ньюлэндс» — самый заполняемый стадион среди всех арен Супер Регби. В 2002 году «Стормерз» приветствовали миллионного посетителя своих матчей. Сейчас стадион способен вместить 50 900 зрителей.

## Текущий состав
Сезон 2013 года.

## Игроки прошлых лет
- Схалк Бургер
- Ник Кёстер
- Брайан Хабана
- Эбен Этзебет

## Достижения
Супер Регби
- Второе место: 2010
- Победа в южноафриканской конференции: 2011, 2012

United Rugby Championship
- Победитель: 2022
- Финалист: 2023